# Wilfred Bungei
Wilfred Bungei, né le 24 juillet 1980 à Kabirirsang, est un athlète kényan spécialiste du 800 mètres. Il mesure 1,78 mètre pour 64 kilogrammes.

## Biographie
Il co-détient le record du monde du relais 4 × 800 mètres depuis le 25 août 2006.

## Palmarès

### Jeux olympiques d'été
- Jeux olympiques de 2008 à Pékin (Chine) :
  -  Médaille d'or sur 800 m.

### Championnats du monde d'athlétisme
- Championnats du monde d'athlétisme de 2001 à Edmonton (Canada) :
  -  Médaille d'argent sur 800 m.